# Siegfried Hohmann
Siegfried Hohmann (* 8. Juni 1932 in Lötzen) ist ein deutscher Schmied und früherer Volkskammerabgeordneter für den Freien Deutschen Gewerkschaftsbund (FDGB).

## Leben
Hohmann stammt aus der preußischen Provinz Ostpreußen und ist der Sohn einer Arbeiterfamilie. Nach dem Besuch der Volks- und der Berufsschule nahm er 1947 eine dreijährige Lehre zum Schmied auf und arbeitete dann bis 1952 in der MTS Mestlin. Dort war er auch FDJ-Sekretär. Danach leistete er bis 1953 seinen Wehrdienst bei den bewaffneten Organen der DDR. Ab 1953 arbeitete Hohmann als Schlosser im VEB Rüdersdorfer Kalk- und Zementwerke und übernahm dort 1959 die Leitung einer Jugendbrigade. Von 1961 bis 1962 qualifizierte er sich als Elektroschweißer. Gleichzeitig absolvierte er von 1960 bis 1963 ein Fernstudium zum Bindemitteltechniker.

## Politik
Hohmann trat 1957 in die FDJ ein. In der Wahlperiode von 1963 bis 1967 war er Mitglied der FDGB-Fraktion in der Volkskammer der DDR.